# Śląski Klub Golfowy

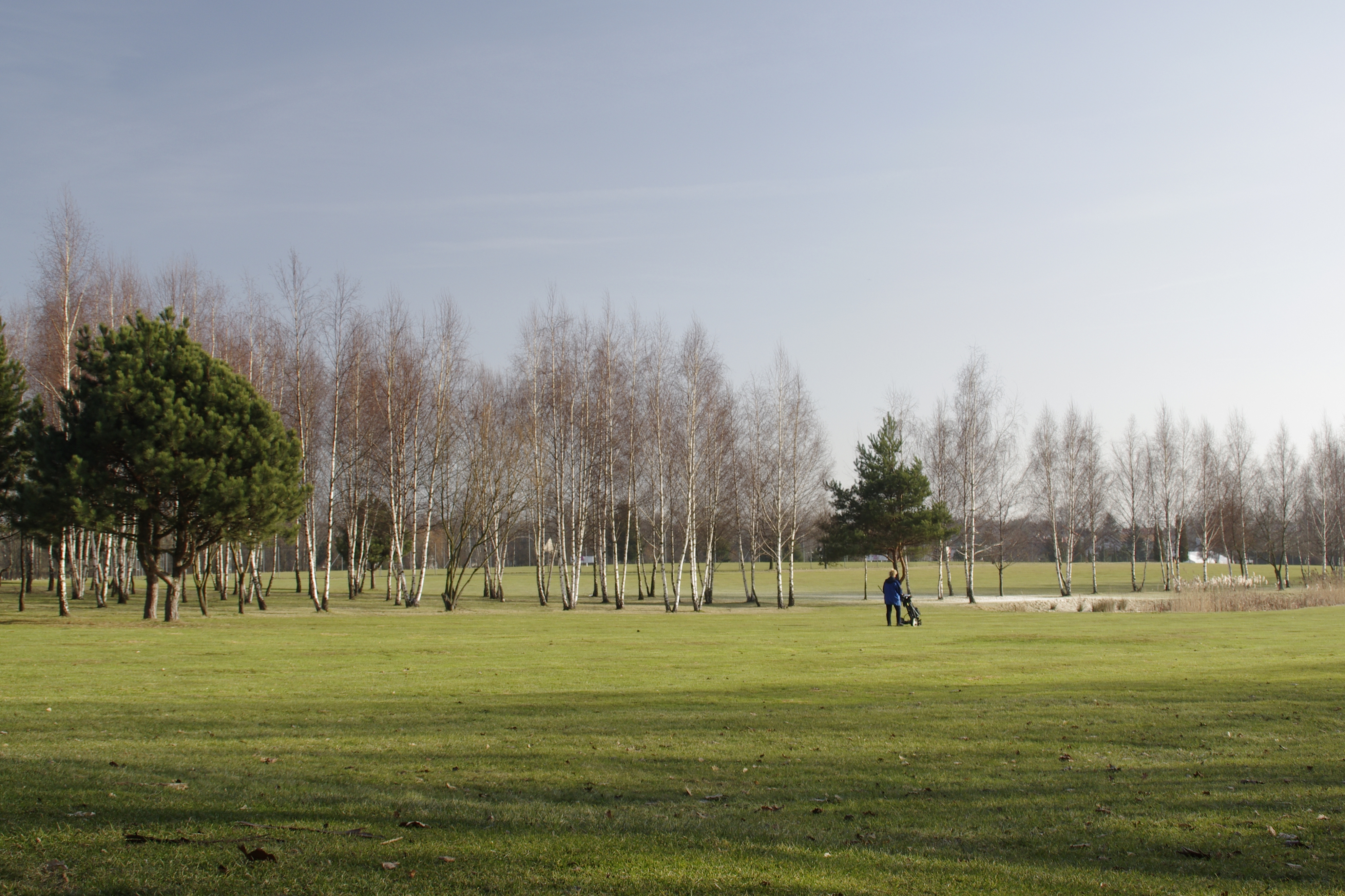
Pole golfowe Śląskiego Klubu Golfowego w Siemianowicach Śląskich (2019)

Śląski Klub Golfowy – stowarzyszenie zajmujące się promowaniem golfa i utrzymaniem pola golfowego z siedzibą w Siemianowicach Śląskich.

## Cele klubu
Śląski Klub Golfowy został powołany w celu prowadzenia działalności oświatowej w zakresie kultury fizycznej i sportu, a w szczególności upowszechnienia i propagowania gry w golfa wśród dzieci, młodzieży i dorosłych; stworzenia infrastruktury społecznej i zaplecza technicznego dla sportu golfowego, łącznie z budową pawilonu klubowego; budowę, utrzymanie i konserwację pola golfowego, a także tworzenie i zacieśnianie więzi towarzyskich pomiędzy członkami klubu i ich rodzinami na tle wspólnych zainteresowań golfem. 

## Historia klubu
Klub powstał z inicjatywy Mariana Kupki, Antoniego Wali i Mieczysława Hojdy w listopadzie 1994 roku. Kadrę instruktorską tworzyli wówczas zawodnicy byłej sekcji golfowej klubu „Start” Katowice. Pole golfowe na terenie miasta Siemianowice Śląskie budowano sukcesywnie od 1997 roku. Inaugurujące uderzenie golfowe wykonali ówczesna minister, mieszkanka Siemianowic Śląskich Barbara Blida i wojewoda katowicki Eugeniusz Ciszak. W sierpniu 1998 Polskie Towarzystwo Wspierania Przedsiębiorczości zorganizowało pierwszy duży piknik. Od lutego 2001 roku ŚKG jest stowarzyszony w Polskim Związku Golfa. W sierpniu 2002 roku zorganizowano I Otwarte Mistrzostwa Śląska, które od tej pory odbywają się co roku, ostatnio jako Mistrzostwa Regionów pod egidą PZG. 

## Lokalizacja klubu i pola golfowego
ŚKG znajduje się w Siemianowicach Śląskich w dzielnicy Pszczelnik przy granicy z dzielnicą Bańgów. Północną granicę terenu klubu stanowi Droga Krajowa nr 94. Pole golfowe ma powierzchnię ponad 40 ha.